# Шёгрелль, Херман
Херман Хильмер Юханнес Шёгрелль (швед. Herman Hilmer Johannes Sjögrell; род. 8 мая 2001) — шведский футболист, нападающий клуба «Сириус».

## Клубная карьера
Футболом начал заниматься в клубе «Азалеа» в возрасте четырёх лет. В десятилетнем возрасте попал в академию «Гётеборга», где пробыл два года, после чего стал выступать за «Ангеред», впоследствии ставший называться «Ангеред МБИК». Своими успехами обратил на себя внимание нескольких зарубежных клубов, таких как итальянский «Милан» и английские «Манчестер Сити» и «Тоттенхэм Хотспур», куда он ездил на просмотр. В 15 лет перебрался в «Хеккен», за который выступал в различных юношеских соревнованиях. В 2018 году вернулся в «Ангеред МБИК», в составе которого провёл семь матчей в пятом шведском дивизионе, где забил четыре мяча.
Перед сезоном 2019 перешёл в «Эргрюте». Летом 2020 года он подписал с клубом первый профессиональный контракт. 22 августа дебютировал в составе клуба в Суперэттане, появившись на поле на 70-й минуте встречи с ГАИС. В следующем сезоне стал игроком стартового состава. 19 июня 2021 года забил свой первый мяч за «Эргрюте», поразив ворота «Браге», чем помог своей команде одержать победу.
8 июля 2021 года подписал контракт с «Сириусом», выступающим в Аллсвенскан. Срок соглашения рассчитан на четыре с половиной года. По некоторым данным сумма сделки между клубами составила 4 миллиона шведских крон. 19 июля в матче с «Юргорденом» дебютировал в чемпионате Швеции, заменив на 71-й минуте Якоба Ортмарка.

## Клубная статистика
| Выступление      | Выступление      | Выступление      | Лига | Лига | Кубки | Кубки | Конт. кубки | Конт. кубки | Итого | Итого |
| Клуб             | Лига             | Сезон            | Игры | Голы | Игры  | Голы  | Игры        | Голы        | Игры  | Голы  |
| ---------------- | ---------------- | ---------------- | ---- | ---- | ----- | ----- | ----------- | ----------- | ----- | ----- |
| Эргрюте          | Суперэттан       | 2020             | 13   | 0    | 1     | 0     | 0           | 0           | 14    | 0     |
| Эргрюте          | Суперэттан       | 2021             | 10   | 1    | 0     | 0     | 0           | 0           | 10    | 1     |
| Эргрюте          | Итого            | Итого            | 23   | 1    | 1     | 0     | 0           | 0           | 24    | 1     |
| Сириус           | Аллсвенскан      | 2021             | 3    | 0    | 1     | 0     | 0           | 0           | 4     | 0     |
| Сириус           | Итого            | Итого            | 3    | 0    | 1     | 0     | 0           | 0           | 4     | 0     |
| Всего за карьеру | Всего за карьеру | Всего за карьеру | 26   | 1    | 2     | 0     | 0           | 0           | 28    | 1     |